# باشگاه فوتبال دندی تاون هورنتز
باشگاه فوتبال دندی تاون هورنتز یک باشگاه فوتبال حرفه‌ای در پمبروک پریش، برمودا است که در حال حاضر در لیگ برتر برمودا رقابت می‌کند.
رنگ تیم قهوه‌ای و طلایی است. این باشگاه همچنین دارای یک تیم بانوان و یک بخش قوی جوانان است.

## افتخارات
- لیگ برتر برمودا: ۹ قهرمانی[۳]
- جام حذفی برمودا: ۳ قهرمانی